# Roger Marie Vincent Philippe Lévêque de Vilmorin
Roger Marie Vincent Philippe Lévêque de Vilmorin (Verrières-le-Buisson, 12 de setembro de 1905 — Verrières-le-Buisson, 20 de julho de 1980, foi um horticultor e genetecista francês.